# Grzegorz Krzywiec
Grzegorz Roman Krzywiec (ur. 1 maja 1974 w Puławach) – polski historyk, doktor habilitowany nauk humanistycznych, pracownik naukowy Instytutu Historii PAN. 

## Życiorys
Absolwent Uniwersytetu Warszawskiego i Szkoły Nauk Społecznych przy IFiS PAN. Przewód doktorski przeprowadził w 2006 (praca Roman Dmowski i środowisko inteligencji radykalnej przełomu wieków (1886-1905), promotor Maciej Janowski). W 2018 uzyskał stopień naukowy doktora habilitowanego na podstawie rozprawy Polska bez Żydów. Studia z dziejów idei, wyobrażeń i praktyk antysemickich na ziemiach polskich początku XX wieku (1905-1914). 

## Publikacje
- Polska bez Żydów. Studia z dziejów idei, wyobrażeń i praktyk antysemickich na ziemiach polskich początku XX wieku
- Szowinizm po polsku. Przypadek Romana Dmowskiego (1886-1905) (Nagroda Klio I stopnia w kategorii autorskiej w 2010)[6]